# Stanislav Ptáčník
Stanislav Ptáčník (6. června 1956, Tanvald – 13. prosince 2018) byl československý sáňkař. Po skončení aktivní kariéry působil jako trenér sáňkařské juniorské reprezentace.

## Sportovní kariéra
Na XII. ZOH v Innsbrucku 1976 skončil v závodě jednotlivců na 12. místě. Na XIV. ZOH v Sarajevu 1984 skončil v závodě jednotlivců na 23. místě a v závodě dvojic na 14. místě (s Martinem Försterem).